# Urkhovense Zeggen

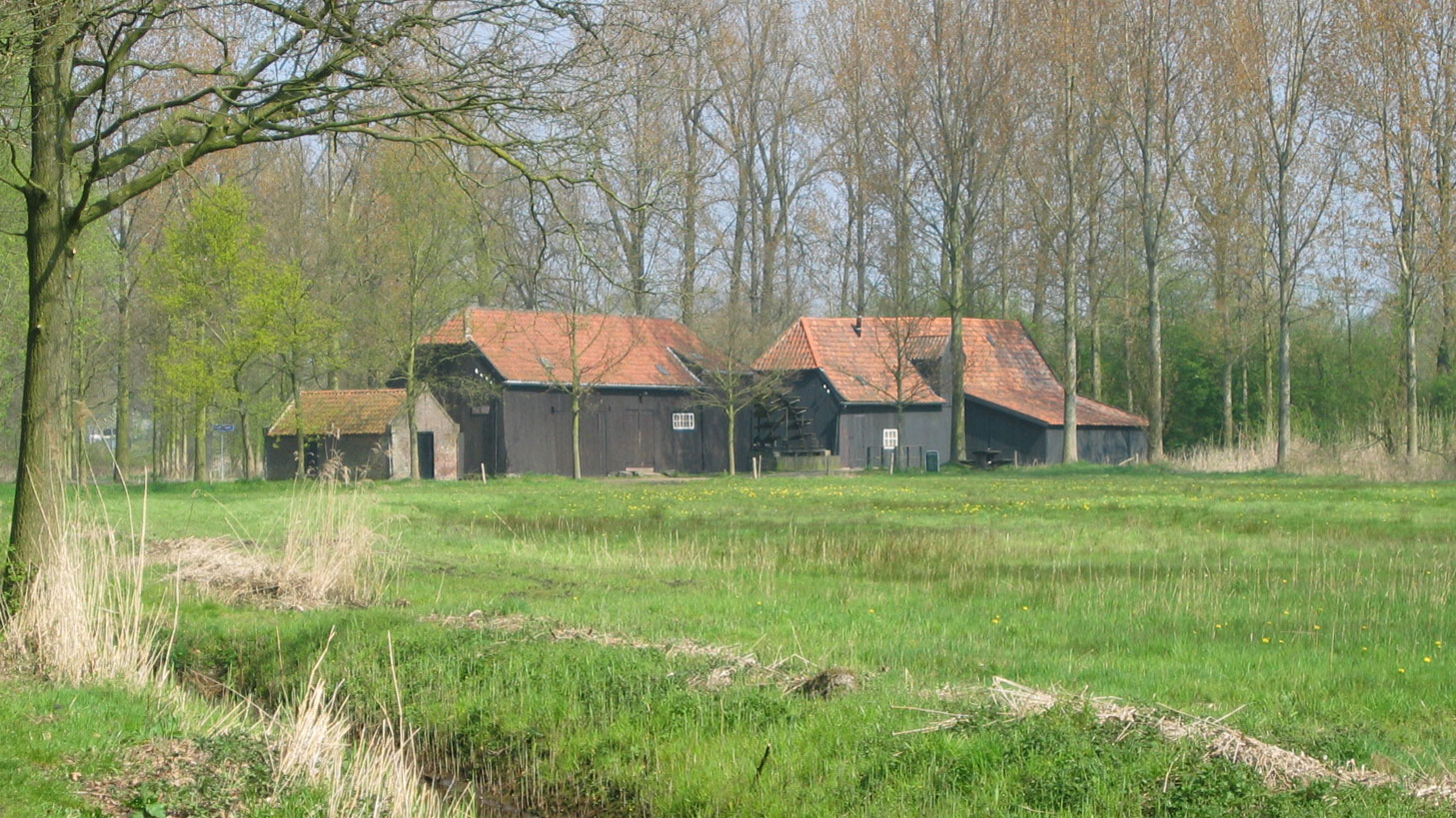
De Collse watermolen aan de rand van de Urkhovense Zeggen

De Urkhovense Zeggen is een natuurgebied in het Dommeldal tussen het Eindhovense stadsdeel Tongelre, Geldrop en Nuenen. Het gebied is gelegen aan weerszijden van de Kleine Dommel tussen het Eindhovens Kanaal en de Collse Watermolen. De belangrijkste natuurgebieden liggen aan de westzijde. Dit natuurgebied omvat ook het Vloweitje en de Collse Zeggen. Op de westelijke oever, op het grondgebied van de gemeente Nuenen, Gerwen en Nederwetten ligt De Varkensput. Het is een broekbosgebied met grotendeels dichtgegroeide klotputten; dezelfde naam wordt soms gegeven aan een klotputtengebied aan de oostzijde van de Beek, iets ten noorden van het Eindhovens Kanaal.
Het hele aaneengesloten gebied in de middenloop van de Dommel, inclusief De Rietmussen te Nuenen, omvat 250 ha die eigendom zijn van de Gemeente Eindhoven, en 114 ha die eigendom zijn van Staatsbosbeheer.
Het gebied, dat aangewezen is als Natte Natuurparel en deel uitmaakt van een Ecologische verbindingszone, is eigendom van de gemeente Eindhoven en Staatsbosbeheer. Op Eindhovens grondgebied sluit het aan op het natuurgebied het Eckartse Bos, ook wel bekend als het Koudenhovense bos. Hoewel dit noordelijke deel, de Loovelden geheten, nog voor een belangrijk deel agrarisch gebruik kent, heeft Staatsbosbeheer hier enkele percelen gekocht. Hier ligt ook de Opwettense Watermolen.
De gronden rond de buurtschap Urkhoven werd in 2006 parkachtig ingericht en gaat dienen als buffer tussen de nieuw te bouwen wijk Tongelrese Akkers en de Urkhovense Zeggen. Men kan in dit gebied via een wandelpad naar Geldrop wandelen. De Collse Watermolen is een fraai onderdeel van dit reservaat.

## Geschiedenis
De Urkhovense Zeggen waren al in de 19e eeuw intensief in gebruik genomen door de mens, zij het in de vorm van een kleinschalig verkaveld landschap, met houtwallen, broekbossen, en moerassige graslanden. Deze graslanden werden als hooiland gebruikt en waren voedselarm, omdat ze niet bemest werden, maar wel hooi leverden. Ook waren er watermolens, ten behoeve waarvan de beek opgestuwd moest worden, waardoor sommige delen onder water liepen. Het elzenbroekbos was vroeger als hakhoutbos in gebruik. Gedurende de tweede helft van de 20e eeuw werd de landbouw steeds intensiever, werden kavels groter en soortenarmer, vond vermesting en verdroging plaats, en verdwenen de houtwallen. Sedert 1970 wordt een doelgericht natuurbeheer uitgevoerd. Sinds 1997 geniet de Zeggen en een groot deel van 't Coll een beschermde status door Rijk en Provincie. Binnen het reservaat zijn enkele schraalgraslandjes aanwezig.

## Plantengroei
Het meest opvallend aan de plantengroei in de Urkhovense Zeggen is het uitgestrekte rietveld aan de westzijde van de Kleine Dommel. Dit rietveld langs een laaglandbeek is in de wijde omgeving uniek en wordt nog geregeld gesneden.
In het elzenbroekbos vindt men dotterbloem, moerasvaren, scherpe zegge en hoge cyperzegge. Op de overgang naar de drogere delen is elzen-essenbos te vinden met grote keverorchis, eenbes en gewone vogelmelk. Ook de gevlekte dovenetel en de slangenwortel worden hier waargenomen.
Op enkele plaatsen zijn nog schraallandsoorten aanwezig als draadzegge en welriekende nachtorchis. Op het schraalgrasland wordt verder niet alleen Spaanse ruiter aangetroffen, maar ook vlozegge, klein glidkruid, gevlekte orchis, rietorchis, dwergzegge, liggende vleugeltjesbloem, heidekartelblad, klokjesgentiaan, schildereprijs, beenbreek, wilde gagel en veldrus. Dichter naar de stroom toe vindt men voedselrijk rietland. De zeldzame parnassia heeft hier tot in de jaren 1990 standgehouden.

## Fauna
Ondanks de nabijheid van stedelijke bebouwing heeft men de volgende broedvogels waargenomen: dodaars, blauwborst, watersnip, porseleinhoen, roodborsttapuit en steenuil. Ook zijn de roerdomp, velduil, blauwe kiekendief, draaihals, ijsvogel, paapje, snor, buizerd en tureluur er gesignaleerd. De Varkensputten zijn genoemd naar de Waterral die een schreeuwend geluid maakt als een varken in paartijd.
Van de insecten kan de vroege glazenmaker, een libel, worden genoemd.